# Teuchern
Teuchern là một thị xã ở the huyện Burgenland, bang Sachsen-Anhalt, Đức. Đô thị Teuchern có diện tích 16,61 km², dân số thời điểm ngày 31 tháng 12 năm 2006 là 3544 người. Teuchern có cự ly khoảng 10 km về phía đông nam của Weißenfels. Đô thị này thuộc Verwaltungsgemeinschaft ("đô thị tập thể") Vier Berge-Teucherner Land.